# Maimuna
Maimuna Amadu Murasjko (n. 28 mai 1980 în Sankt Petersburg), cunoscută ca Maimuna, este o violonistă bielorusă care a reprezentat Belarus la Concursul Muzical Eurovision 2015 alături de Uzari cu piesa „Time”.